# Rökning i Sverige
Tobaksrökning i Sverige är relativt ovanligt jämfört med andra länder.

## Användning
I EU:s Eurobarometerundersökningar har Sverige under 2000-talet varit det land som haft minst andel rökare. År 2012 svarade enbart 13 procent att de dagligen rökte cigaretter, cigarrer eller pipa, att jämföra med EU-genomsnittet på 28 procent. I samma undersökning är Sverige bland de länder som har högst andel tidigare rökare.
I gengäld har Sverige en för EU ovanligt hög andel som provat någon sorts muntobak, eftersom Sverige är det enda landet i unionen där försäljning av snus fortfarande är lagligt.

## Reglering
Varningstexter på svenska cigarettpaket infördes 1977.
Rökning regleras i huvudsak av tobakslagen, införd 1993, som reglerar tobaksreklam och var man får röka. Direkt tobaksreklam förbjuds med denna lag. Den har senare skärpts vid ett antal tillfällen.
Den 1 juni 2005 infördes ett rökförbud för alla serveringsställen, som dock inte gäller uteserveringar.
Den 1 juli 2019 utökades förbudet till uteserveringar, lekplatser, skolgårdar, busskurer, biljetthallar perronger och gångbanor till dem.